# District de Sinan
Le district de Sinan est un district de la province du Jeolla du Sud, en Corée du Sud.
- épave du Sinan

## Esclavage dans les marais salants
L'esclavage dans les marais salants du district de Sinan est lié à la découverte de cas de traite d'êtres humains dans le district de Sinan, Jeolla du Sud, en Corée du Sud en 2014. Il a été révélé que des individus, principalement des personnes sans domicile, avaient été enlevés et envoyés dans des fermes de sel pour y travailler sans aucune rémunération.

### Avant 2020
Deux hommes sans-abri en situation de handicap (Kim et Chae) vivaient à Mokpo et à Séoul. Une agence de placement non enregistrée leur a dit qu'ils pouvaient gagner de l'argent en travaillant dans les marais salants du district de Sinan. Au lieu de cela, ils ont été vendus à un agriculteur propriétaire un marais salant pour un million de wons. Kim a été victime de traite en 2012, et Chae en 2008.
Ils ont été forcés de travailler sans rémunération dans un bassin d'un marais salant sur l'île de Sineui, dans le district de Sinan. Kim et Chae étaient contraints de travailler 14 heures par jour ; s'ils ne travaillaient pas correctement, ils étaient battus avec une barre de fer ou une matraque en bois.
Kim a tenté de s'échapper de l'île à trois reprises, mais toutes ses tentatives ont échoué. Après sa troisième tentative, Kim a été menacé de mort s'il essayait à nouveau. Peu après, Kim a envoyé une lettre à sa mère. Sa mère a alors appelé la police de Séoul. Par la suite, Kim et Chae ont été secourus par la police de Séoul le 6 février 2014. Le propriétaire et l'agence de placement non enregistrée ont été arrêtés par la police de Séoul. Alors que Kim a retrouvé sa mère, Chae n'a pas pu vivre avec sa famille et a donc été placé dans un établissement pour personnes handicapées.
La plupart des habitants vivant sur les îles et dans les villes avaient aidé les abuseurs à retrouver les victimes en fuite, avant que cette affaire ne devienne un problème en Corée du Sud. Parmi ces habitants se trouvaient des policiers, auprès desquels les victimes cherchaient désespérément de l'aide.
Après le sauvetage, une enquête a été menée auprès de 140 ouvriers des marais salants des îles Sin (신도), Jeung (증도) et Bigeum (비금도). Les enquêteurs ont fouillé tous les marais salants du comté de Sinan. L'enquête a révélé que 18 des 140 ouvriers n'avaient pas perçu leur salaire et que deux d'entre eux étaient handicapés. L'un d'eux aurait dû percevoir au moins 120 millions de wons de salaire, mais n'avait pas perçu son salaire depuis 10 ans.
Des enquêtes menées par les autorités sud-coréennes et des journalistes indépendants en 2013 et 2014 ont révélé qu'environ 163 employés de marais salants, pour la plupart handicapés mentaux ou physiques, étaient détenus et travaillaient dans des conditions proches de l'esclavage. Une cinquantaine de propriétaires de fermes insulaires et d'agences d'emploi régionales ont été inculpés ou condamnés pour des crimes similaires. Aucun fonctionnaire du gouvernement ou de la police ayant eu connaissance de ces crimes n'a été inculpé.

### 2020-2024
En 2021, un incident s'est produit dans un marais salant du district de Sinan : le propriétaire de l'entreprise a exploité le salaire d'un travailleur handicapé. Selon la police de la province du Jeolla du Sud, le 1 novembre 2021, le plus grand exploitant de marais salant de Sinan faisait l'objet d'une enquête pour non-paiement des salaires d'un employé qui y travaillait depuis plusieurs années, et pour utilisation non autorisée de sa carte de crédit et d'autres effets personnels. La victime avait subi une exploitation au travail de longue durée, notamment une surveillance constante de ses moindres faits et gestes, avant de finalement s'échapper.
En 2022, un fonctionnaire de l'ambassade des États-Unis en Corée du Sud s'est rendu à Mokpo, près du district de Sinan, et a enquêté de manière approfondie sur le lien entre les incidents de 2021 et 2014, l'état d'avancement de l'enquête et les positions des agences concernées, et a soumis un rapport au Département d'État des États-Unis. Entre-temps, il a été confirmé que les ouvriers des marais salants qui avaient nié les dégâts en 2021 ont changé leurs déclarations déclarant : « Je ne retournerai plus jamais dans les marais salants ». L'enquête précédente a été menée alors que les victimes n'étaient pas clairement séparées du propriétaire du marais salant. Faute de croire qu'elles seraient protégées, elles ont menti pour défendre le propriétaire. Cela suggère que d'autres dommages liés à l'exploitation pourraient avoir été cachés.

### Sanction des États-Unis en 2025
En avril 2025, le Service des Douanes et de la Protection des Fontières des États-Unis (U.S. Customs and Border Protection, CBP) a émis un Ordre de Retenue (Withhold Release Order, WRO) pour bloquer l'importation de produits de sel solaire provenant du marais salant de Taepyung, située dans le district de Sinan. Le CBP a constaté que les marais salants répondaient incontestablement à de multiples critères de travail forcé, tels que définis par l'Organisation internationale du travail (OIT), notamment l'abus de vulnérabilité, la tromperie, la restriction de mouvement, la confiscation des cartes d'identité, des conditions de vie et de travail abusives, l'intimidation et les menaces, la violence physique, la servitude pour dettes, la retenue sur salaire et le recours excessif aux heures supplémentaires. En conséquence, tous les produits du marais salant de Taepyung ont été saisis à tous les points d'entrée aux États-Unis, interdisant ainsi leur importation.

### Critique sur la décision du tribunal sud-coréen
En mars 2015, la Haute Cour de Séoul a condamné M. Hong, propriétaire d'un marais salant, à 3 ans et 6 mois de prison, soit la même pein que celle prononcée en première instance. Cependant, la pertinence de cette peine au regard des crimes odieux subis par la victime est sujette à caution. Indépendamment de la peine relative infligée à M. Hong, compte tenu du fait que l'une des victimes, M. Choi, a été privée de liberté et a vécu en esclavage pendant plus de 5 ans, cette affaire repose sur des preuves claires et irréfutables qui s'appliquent directement aux crimes de détention illégale et de traite d'êtres humains, entre autres, impliquant plusieurs victimes. Même en droit pénal sud-coréen, une peine plus lourde aurait pu être prononcée, mais dans ce cas, hors agression et autres crimes, il aurait pu être condamné à une peine allant jusqu'à 15 ans de prison pour la seule exploitation par le travail.
En juin 2015, des personnes ayant attiré des personnes handicapées et leur ayant fourni des victimes d'esclavage ont été condamnées respectivement à 2 ans et 6 mois de prison, ou à 2 ans. Ce verdict est critiqué pour sa relative légèreté par rapport à la nature de leurs crimes, ces individus ayant déjà de nombreux antécédents judiciares, notamment pour fraude.
En septembre 2014, la Haute Cour de Gwangju a annulé la décision d'une juridiction inférieure qui avait condamné un autre propriétaire de marais salants à une peine de prison, et lui a infligé à la place une peine de prison avec sursis. Cette décision a été critiquée, car la Cour d'appel de Gwangju a justifié le sursis en déclarant que « la pratique d'exploiter des esclaves des marais salants était une coutume locale ».